# ضفيرة عصبية
الضفيرة العصبية ضفيرة من الأعصاب المتقاطعة. وتتكون الضفيرة العصبية من ألياف واردة وصادرة تنشأ من اندماج الفروع الأمامية للأعصاب الشوكية والأوعية الدموية. وضفائر العصب الشوكي خمسة. والأعصاب التي تنشأ من الضفائر لها أعمال حسية وحركية. وتشمل هذه الأعمال تقلص العضلات، ضبط حركة الجسم، والانفعال من جراء المحسوسات مثل الحرارة والبرودة والألم.